# Ludwik Eugeniusz Dąbrowa-Dąbrowski

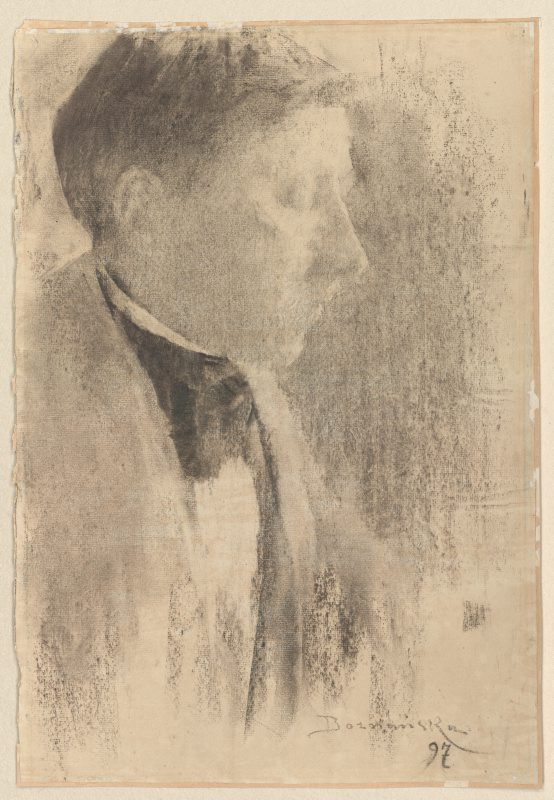
Skizze von Olga Boznańska

Ludwik Eugeniusz Dąbrowa-Dąbrowski (* 1870 in Przywitowo; † 1941 in Posen) war ein polnischer Maler und Architekt des Jungen Polen. Sein Urgroßvater war der Theaterregisseur Wojciech Bogusławski.

## Leben und Werk
Dąbrowa-Dąbrowski studierte Kunst in Wien, München und Paris. 1900 ließ er sich in Krakau nieder und betätigte sich insbesondere als Plakat- und Buchmaler. Daneben gestaltete er zahlreiche Innenräume in Krakau, unter anderem im Alten Theater, des Präsidentenamts der Stadt Krakau sowie zahlreicher Kaffeehäuser, unter anderem in den Krakauer Tuchhallen. Während des Ersten Weltkriegs lebte er in Paris. 1939 zog er nach Posen.

## Bibliografie
- Hanna Bartnicka – Górska, Joanna Szczepińska – Tramer, W poszukiwaniu światła, kształtu i barw. Artyści polscy wystawiający na Salonach Paryskich w latach 1884–1960, Warszawa 2005